# Medijana
Medijana é um município da Sérvia localizada no distrito de Nišava, na região de Ponišavlje. A sua população era de 88010 habitantes segundo o censo de 2011.

## Demografia
| 2002  | 2011  |
| ----- | ----- |
| 87405 | 88010 |